# Zwavelemissiecontrolegebieden
Zwavelemissiecontrolegebieden (SECAs), of emissiecontrolegebieden (ECAs) zijn zeegebieden waar strengere controles zijn ingesteld om luchtemissies door schepen te minimaliseren. De 'S' uit de afkorting SECA staat voor het Engelse Sulphur, wat zwavel betekent. De controles en regelgeving zijn beschreven in bijlage VI van het MARPOL-protocol van 1997.

## Context
SOx, NOx, ODSs en VOCs zijn de Engelse benamingen die worden gebruikt om vormen van emissie aan te duiden. SOx zijn de zwaveloxiden (Sulphur Oxides) die worden uitgestoten. NOx zijn de stikstofoxiden (Nitrogen Oxides) die worden uitgestoten. Ozonafbrekende substanties worden beschreven als ODSs (Ozone Depleting Substances) en voor vluchtige organische stoffen (Volatile Organic Compounds) wordt de afkorting VOCs gebruikt. Deze soorten emissies zijn schadelijk voor het milieu.
De voorschriften voor deze emissies zijn in mei 2005 geïmplementeerd. Bijlage VI van MARPOL 1997 bevat wetgeving voor twee reeksen emissie- en brandstofkwaliteitseisen namelijk, de SOx en NOx. Daarnaast is er ook een algemene eis voor emissies opgesteld en regelgeving omtrent strengere controles in speciale emissiecontrolegebieden (ECA).
De regelgeving komt voort uit zorgen over "lokale en mondiale luchtvervuiling en milieuproblemen" als het gevolg van de scheepvaartsector. In juli 2010 werd een herziende, strengere bijlage VI gehandhaafd in de emissiecontrolegebieden die aanzienlijk lagere emissiegrenswaarden hanteert.
Vanaf 2011 waren er vier bestaande ECA's: de Oostzee, de Noordzee, de Noord-Amerikaanse ECA, waaronder het grootste deel van de kust van de Verenigde Staten en Canada valt en de kust van Caribbean van de Verenigde Staten ECA. Ook kunnen andere gebieden worden toegevoegd via het protocol in bijlage VI. ECA's met drempelwaarden voor stikstofoxiden worden aangeduid als stikstofoxide-emissiecontrolegebieden (NECA's) waarbij de 'N' in de afkorting voor het Engelse nitrogen staat.
| Zwavel limieten voor brandstof in SECA | Zwavel limieten voor brandstof in SECA |
| -------------------------------------- | -------------------------------------- |
| Voor 1 juli 2010                       | 1,50% m/m                              |
| Tussen 1 juli 2010 en 1 januari 2015   | 1,00% m/m                              |
| Na 1 januari 2015                      | 0,10% m/m                              |

| Algemene zwa limieten in andere zeegebieden | Algemene zwa limieten in andere zeegebieden |
| ------------------------------------------- | ------------------------------------------- |
| Voor 1 januari                              | 4,50% m/m                                   |
| Tussen 1 januari 2012 en 1 januari 2020     | 3,50% m/m                                   |
| Na 1 januari 2020                           | 0,50% m/m                                   |

## Geschiedenis
In 1972 op de Conferentie van de Verenigde Naties over het menselijk milieu leidde wijdverspreide bezorgdheid over luchtverontreiniging tot internationale samenwerking. Luchtvervuiling door "schadelijke gassen door scheepvaart" werd al internationaal besproken. Op 2 november 1973 werd het Internationaal Verdrag ter voorkoming van verontreiniging door schepen aangenomen en later gewijzigd door het Protocol van 1978 (MARPOL 73/78). MARPOL is een afkorting voor Marine Pollution.
In 1979 werd het Verdrag inzake lange-afstandgrensoverschrijdende luchtverontreiniging ondertekend, het "eerste internationale juridisch bindende instrument om problemen met luchtverontreiniging aan te pakken". In 1997 zijn de voorschriften inzake luchtverontreiniging door schepen vastgesteld, zoals beschreven in bijlage VI bij het MARPOL-verdrag. Deze "voorschriften stellen limieten aan zwaveloxide (SOx) en stikstofoxide (NOx) emissies van scheepsuitlaatgassen en verbieden opzettelijke emissies van ozonafbrekende stoffen."
Het huidige verdrag is een combinatie van de Conventie van 1973 en het Protocol van 1978. Het trad in werking op 2 oktober 1983.

## SECA's of ECA's
Met ingang van 2011 omvatten de bestaande ECA's:
- De Oostzee (SOx, goedgekeurd in 1997, gehandhaafd in 2005)
- De Noordzee (SOx, 2005/2006 goedgekeurd in juli 2005, gehandhaafd in 2006),
- De Noord-Amerikaanse ECA, inclusief het grootste deel van de VS[5]
- De Canadese kust[6] (NOx & SOx, 2010/2012)
- De VS Caribbean ECA, inclusief Puerto Rico en de Amerikaanse Maagdeneilanden (NOx & SOx, 2011/2014).[8]

Het protocol van 1997 (bijlage VI van MARPOL) bevatte de nieuwe bijlage VI van MARPOL 73/78, die van kracht werd op 19 mei 2005.

## De SOx emissiecontrole
Het doel van het protocol was om de uitstoot van uitlaatgassen van zeeschepen te verminderen en te beheersen. MARPOL overtuigde de IMO ervan om het gemiddelde zwavelgehalte in brandstoffen wereldwijd te controleren. De bijlage hanteert een algemene bovengrens van 4,5% m/m voor het zwavelgehalte in brandstof. MARPOL benadrukt echter dat het 1,5% m/m is voor sommige regio's die zijn geclassificeerd als "SOx Emission Control Areas" (SECA's).
IMO houdt sinds 1999 toezicht op het zwavelgehalte van restbrandstoffen die voor gebruik aan boord van schepen worden geleverd. De IMO volgt de bunker verslagen over de hele wereld. Volgens het Marine Environment Protection Committee (MEPC) bedroeg het wereldwijd gemiddelde zwavelgehalte in stookolie voor 2004 2,67% m/m.

## Stikstofoxide (NOx) emissiecontrole: voorschrift 13
De NOx emissie drempelwaarden en vereisten zijn wereldwijd van toepassing op elke geïnstalleerde scheepsdieselmotor met een uitgangsvermogen van meer dan 130 kW. Er zijn echter verschillende niveaus van regelgeving die zijn gebaseerd op de bouwdatum van het schip.
Niveau I is van toepassing op de schepen gebouwd na 1 januari 2000. Voor motoren van minder dan 130 rpm/min geldt dat de totale gewogen cyclus emissiegrenswaarde, gemeten in gram per kilowatt uur, (g/kWh) een grenswaarde van 17,0 moet hebben, motoren met een toerental tussen 130 en 1999 rpm mogen niet meer dan 12,1 (g/kWh) en motoren boven 2000 rpm moeten een limiet hebben van 9,8 (g/kWh) hebben.
Niveau II heeft de volgende vereisten voor schepen gebouwd na 1 januari 2011: 14,4 (g/kWh) voor motoren van minder dan 13 rpm, 9,7 (g/kWh) voor motoren van 130-1999 rpm en voor motoren van meer dan 2000 rpm is 7,7 (g/kWh) de limiet.
Niveau III controles zijn alleen van toepassing in de specifieke gebieden waar de NOx-emissies nauwkeuriger en strenger worden beheerst (NECA's) en zijn van toepassing op de schepen gebouwd na 1 januari 2016. Voor motoren onder 130 rpm is de limiet 3,4 (g/kWh), motoren tussen 130 -1999 rpm de limiet is 2,4 (g/kWh), motoren boven 2000 rpm moet de totale gewogen cyclus emissiegrens van 2,0 (g/kWh) hebben.

### Verbranding
Bijlage VI verbiedt het verbranden van bepaalde producten aan boord van het schip. Deze producten omvatten: verontreinigde verpakkingsmaterialen en polychloorbifenyl, afvalstoffen zoals gedefinieerd in bijlage V, die sporen van zware metalen, geraffineerde aardolieproducten die halogeenverbindingen hebben, rioolslib en slibolie bevatten.

### Broeikasgasbeleid
Het Comité voor de bescherming van het maritieme milieu (MEPC) heeft de leden sterk aangemoedigd om de regeling te gebruiken om de uitstoot van broeikasgassen te rapporteren. Die gassen omvatten koolstofdioxide, methaan, distikstofoxide, fluorkoolwaterstoffen, perfluorkoolwaterstoffen en zwavelhexafluoride. Het doel van het opstellen van de richtlijnen over CO-emissies is om een systeem te ontwikkelen dat door schepen tijdens een proefperiode zou worden gebruikt.

## Nieuwe voorschriften in 2013
In 2013 werden nieuwe voorschriften toegevoegd aan MARPOL Annex VI. Ze werden in werking gesteld om de "energie-efficiëntie van internationale scheepvaart te verbeteren." De voorschriften zijn van toepassing op alle schepen van 400 brutotonnage of meer. MARPOL eist dat de scheepsindustrie de Energy Efficiency Design Index ofwel het EEDI-mechanisme te gebruiken zodat aan alle vereiste energie-efficiëntieniveaus wordt voldaan.
Ook moeten alle schepen beschikken over een Ship Energy Efficiency Management Plan (SEEMP), zodat zeevarenden altijd een document hebben om te raadplegen om de energie-efficiëntieniveaus te handhaven die vereist zijn in het gebied waar het schip zich bevindt.
Voorafgaand aan de in 2013 aangepaste regelgeving waren de controlegebieden voor zwavelemissies de Oostzee, de Noordzee en de Noord-Amerikaanse regio (kustgebieden van de Verenigde Staten en Canada). In de bijgewerkte versie van bijlage VI in 2013 is de Caribische Zee van de Verenigde Staten (met name de gebieden rondom Puerto Rico en de Amerikaanse Maagdeneilanden) in de lijst opgenomen.
Als eventuele bijwerkingen van de voorschriften is er de mogelijkheid om "speciale gebieden" in te stellen die afvalwaterzuiveringswetgeving strikter zou maken dan in andere gebieden.